# سيدي كونيه
سيدي كونيه (بالفرنسية: Sidy Koné)‏ (6 يونيو 1992 بباماكو في مالي - ) هو لاعب كرة قدم مالي في مركز الوسط، شارك في كأس الأمم الأفريقية 2012. وشارك مع منتخب مالي تحت 20 سنة لكرة القدم ومنتخب مالي لكرة القدم. أما مع النوادي، فقد لعب مع أولمبيك ليون ونادي كاين وأكاديمية واحتياط أولمبيك ليون.

## وصلات خارجية
- سيدي كونيه على موقع رابطة كرة القدم الفرنسية للمحترفين (الإنجليزية)
- سيدي كونيه على موقع قاعدة بيانات كرة القدم.إي يو (الإنجليزية)
- سيدي كونيه على موقع ليكيب (الفرنسية)
- سيدي كونيه على موقع ناشيونال فوتبول تيمز (الإنجليزية)
- سيدي كونيه على موقع Soccerway.com (الإنجليزية)
- سيدي كونيه على موقع عالم كرة القدم.نت (الإنجليزية)
- سيدي كونيه على موقع AS.com (الإسبانية)